# Římskokatolická farnost Výprachtice
Římskokatolická farnost Výprachtice je územním společenstvím římských katolíků v rámci žamberského vikariátu královéhradecké diecéze.

## O farnosti

### Historie
Ve Výprachticích existovala od 16. století protestantská duchovní správa, která zanikla počátkem třicetileté války. V roce 1779 zde byla zřízena katolická lokálie, která byla v roce 1853 povýšena na samostatnou farnost.

### Současnost
Farnost je spravována excurrendo z Bystřece.
| Fotografie | Kostel                | Místo       | Bohoslužba    | Bohoslužba  | Poznámka     |
| ---------- | --------------------- | ----------- | ------------- | ----------- | ------------ |
|            | Kostel Proměnění Páně | Výprachtice | neděle středa | 09.30 16.00 | farní kostel |